# Rick Westhead
Rick Westhead (né en 1971 à Oakville) est un chroniqueur sportif et journaliste d'enquête canadien. D'abord spécialisé dans les affaires étrangères, il se fait connaitre comme journaliste d'enquête dans le domaine sportif, en particulier autour du hockey sur glace. Dans cette fonction, il met en lumière plusieurs des plus grand scandales sexuels contemporains du sports.

## Biographie
Westhead nait en 1971,, à Oakville. Sa mère est une adolescente de 15 ans victime d'abus sexuels par son enseignant, celle-ci mets Rick en adoption à sa naissance. Il est alors adopté par une famille qui comprend déjà deux enfants biologique et une fille elle aussi adoptée situé dans la ville de Burlington.
Alors que Westhead lance sa carrière dans le journalisme, il décide de prendre contact avec sa mère biologique qui réside désormais à Tillsonburg et à trois autres enfants. Après des passages au Nouveau-Brunswick et au New Jersey, il contribue pour The New York Times puis reçoit une offre du Toronto Star pour couvrir les affaires étrangère de l'Asie du Sud pour le périodique. À se poste, il va sur le terrain pour couvrir des catastrophes naturelles et des coups d'état. Menacé par des armes à feu sur le terrain, il reçoit une formation spécialisé en journalisme en zone de crise.
Plus tard dans sa carrière, le réseau sportif TSN offre Westhead un poste. Il accepte avec la condition qu'il puisse continuer à faire du journalisme d'enquête. À ce poste, il travaille sur des histoires dont le manque de support de la part de la LNH par apport à ses anciens joueurs ayant développer des dépendances et maladies mentales. Parmi ses histoires les plus marquantes sur le sujet est le documentaire sur l'après-carrière de Joe Murphy, devenu sans-abris à Kenora. Il développe le sujet est écrit un livre complet sur le sujet: Finding Murphy. En 2021, Westhead crée une onde de choc dans le monde du hockey en mettant en lumière l'inaction des Blackhawks de Chicago à la suite d'une accusation d'abus sexuel par l'un de leur employé envers un joueur: Kyle Beach. Les Blackhawks ont par la suite laissé l'employé, Brad Aldrich, démissionné et lui fourni une lettre de recommandation qui a permis à Aldrich d'être employé par une école secondaire du Michigan où il abuse sexuellement un mineur. Les accusations, d'abord anonymes, prennent de l'ampleur lorsque Beach dévoile son identité dans une entrevue avec Westhead. Ceci cause plusieurs haut gradés dont l'ancien directeur général Stanley Bowman et entraîneur-chef Joel Quenneville d'être suspendu pour plusieurs années. L'année suivante, il produit le documentaire Broken sur les abus mentaux dans la gymnastique au Canada. Le documentaire sera présenter au Parlement du Canada par la députée Karen Vecchio. Encore en 2022, il crée une nouvelle onde de choc dans la LNH en dévoilant qu'Hockey Canada à couvert une accusation de viol collectif qui implique plusieurs joueurs de l'effectif champion des championnats du monde juniors de 2018. Il reçoit le prix CJFE Arnold Amber Award for Investigative Journalism pour son travail sur le sujet. Les joueurs Alex Formenton, Carter Hart, Callan Foote, Dillon Dubé et Michael McLeod seront formellement accusé deux ans plus tard. L'enquête avait été abandonnée avant que la couverture de Westhead force sa réouverture.
En 2025, en prévision de la sortie de son livre We Breed Lions, qui discute les problèmes actuels autour du hockey junior au Canada, Westhead reçoit des critiques de plusieurs anciens joueurs tels Jim Kyte et Kevin Lowe pour montrer la culture autours du hockey comme négative. 
En plus du prix CJFE Arnold Amber Award for Investigative Journalism susmentionné, Westhead est nommé deux fois Journaliste sportif de l'année par Sport Media Canada et remporte six Prix Écrans canadiens. Il est régulièrement mentionné comme l'un des journaliste les plus influent du hockey sur glace par The Hockey News.

## Vie personnelle
Westhead a un fils, Carter. Ce dernier est diagnostiqué d'un lymphome en 2021 avant d'entré en rémission l'année suivante.